# Webster City (Iowa)
Webster City es una ciudad ubicada en el condado de Hamilton en el estado estadounidense de Iowa. En el Censo de 2010 tenía una población de 8070 habitantes y una densidad poblacional de 350,92 personas por km².

## Geografía
Webster City se encuentra ubicada en las coordenadas 42°27′45″N 93°48′59″O / 42.46250, -93.81639. Según la Oficina del Censo de los Estados Unidos, Webster City tiene una superficie total de 23 km², de la cual 22.96 km² corresponden a tierra firme y (0.17%) 0.04 km² es agua.

## Demografía
Según el censo de 2010, había 8070 personas residiendo en Webster City. La densidad de población era de 350,92 hab./km². De los 8070 habitantes, Webster City estaba compuesto por el 90.79% blancos, el 0.4% eran afroamericanos, el 0.19% eran amerindios, el 3.38% eran asiáticos, el 0% eran isleños del Pacífico, el 3.49% eran de otras razas y el 1.75% pertenecían a dos o más razas. Del total de la población el 7.45% eran hispanos o latinos de cualquier raza.